# Campaea similaria
Campaea similaria är en fjärilsart som beskrevs av John Henry Leech. Campaea similaria ingår i släktet Campaea och familjen mätare. Inga underarter finns listade i Catalogue of Life.